# Droga wojewódzka 368
Die Droga wojewódzka 368 (DW 368) ist eine 17 Kilometer lange Droga wojewódzka (Woiwodschaftsstraße) in der polnischen Woiwodschaft Niederschlesien, die Oleśnica mit Mirków und Długołęka verbindet. Die Strecke liegt im Powiat Wrocławski und im Powiat Oleśnicki.